# Martin How
Martin John Richard How MBE (Liverpool, 3 april 1931 – Croydon, 25 juli 2022) was een Brits componist, organist en koordirigent.

## Biografie
How werd in 1931 geboren in Liverpool. Zijn vader, John How, was daar rector in de St. Nicholaskerk. Later verhuisde het gezin naar Brighton, waar Hows vader predikant werd in de St Peterkerk. In 1938 verhuisden ze naar Glasgow, waar zijn vader bisschop van Glasgow en Galloway werd.
How volgde middelbaar onderwijs aan de Repton School, een kostschool in Repton, Derbyshire. Tijdens zijn schooltijd bleek hij aanleg voor muziek te hebben, waarna hij een studiebeurs voor Clare College (onderdeel van de Universiteit van Cambridge) aangeboden kreeg. Daar studeerde hij orgelmuziek en theologie. Ook was hij dirigent en aanvoerder van het Kapelkoor voor jongens en mannen en de Choral Society. Ook rende hij een marathon voor de universiteit, waar hij bijna een prijs voor won.

## Carrière
Na zijn studie bracht How twee jaar lang door in het leger. Vervolgens werkte hij een tijdlang als organist, koordirigent en muziekleraar in Grimsby Minster, een kerk en parochie in Grimsby, North East Lincolnshire.
Daarna werkte hij tientallen jaren als koorleraar aan de Royal School of Church Music, waar hij zich toelegde op het onderwijzen en motiveren van jonge koorzangers. Zijn onderwijsplan werd bekend als het Chorister Training Scheme en wordt sindsdien op veel plekken ter wereld gebruikt om koorleden te onderwijzen. Ook richtte hij de zanggroep Southern Cathedral Singers op. De groep was veelvuldig te gast bij BBC Radio 3. Naast zijn reguliere werkzaamheden, reisde hij de wereld rond om onder meer koren te dirigeren en onderwijzen in de Verenigde Staten, Canada, Zuid-Afrika, Australië, Nieuw-Zeeland, Denemarken, België en Nederland.
In 1993 werd hij geridderd in de Orde van het Britse Rijk.
Na zijn pensioen zette How zijn werk als componist voort en speelde hij regelmatig in de parochie van Croydon Minster.
How overleed op 25 juli 2022 op 91-jarige leeftijd.
- International Standard Name Identifier: 0000 0000 7880 1386
- Library of Congress Control Number: no97051240
- MusicBrainz: 76f4822b-609e-4026-b6f1-fe2322d031c1
- Virtual International Authority File: 36524841
- WorldCat: E39PBJg4hbKpdtgV8Mfbg3fXh3